# Cratere Orgnac
Orgnac è un cratere sulla superficie di 243 Ida.